# براين فيرا
براين فيرا (بالإنجليزية: Brian Vera)‏ مواليد 28 ديسمبر 1981 في فورت وورث، الولايات المتحدة، هو ملاكم محترف أمريكي يصنف ضمن فئة وزن فوق المتوسط بدأ مسيرته الاحترافية سنة 2004.

## المسيرة الاحترافية
من نزالاته:
- خسر أمام خوليو سيزار تشافيز جونيور (01-03-2014).
- خسر أمام خوليو سيزار تشافيز جونيور (28-09-2013).
- انتصر على سيرهي دزيندزيروك بالضربة الفنية القاضية (25-01-2013).
- انتصر على سيرجيو مورا (11-08-2012).
- خسر أمام أندي لي (01-10-2011).
- انتصر على سيرجيو مورا (04-02-2011).
- خسر أمام كريغ ماك إيوان (08-05-2009).
- انتصر على أندي لي بالضربة الفنية القاضية (21-03-2008).

## إحصائيات
خاض خلال مسيرته 34 نزالا، فاز في 23 وخسر في 11. فاز بالضربة القاضية في 14 نزالا.

## روابط خارجية
- براين فيرا على موقع بوكس ريك (الإنجليزية) (registration required)